# جين في. غلاس
جين في. غلاس (بالإنجليزية: Gene V. Glass) هو إحصائي أمريكي، ولد في 19 يونيو 1940 في لنكن في الولايات المتحدة.